# Championnats de France de cyclisme sur route 2013
Les championnats de France de cyclisme sur route 2013 se déroulent à :
- Lannilis (Bretagne) du 20 au 23 juin, pour les épreuves élites messieurs, dames et amateurs.
- Albi (Midi-Pyrénées) du 22 au 25 août 2013, pour les championnats de France de l'Avenir (cadets, juniors et espoirs), organisés par la Fédération française de cyclisme (FFC)

Cinq catégories sont au programme : cadets (15/16 ans), juniors (17/18 ans), espoirs (moins de 23 ans), amateurs et professionnels.

## Programme
| Championnats de France à Lannilis - Jeudi 20 juin - Contre-la-montre individuel Dames Elite et Espoirs : 27 km - Contre-la-montre individuel Messieurs Elite : 45,5 km - Samedi 22 juin - Course en ligne Dames Elite et Espoirs : 116,1 km (6 tours de 19,3 km) - Course en ligne Messieurs Amateurs : 174,1 km (9 tours de 19,3 km) - Dimanche 23 juin - Course en ligne Messieurs Elite : 251,5 km (13 tours de 19,3 km) | Championnats de France de l'Avenir à Albi - Jeudi 22 août - Contre-la-montre individuel Dames Juniors : - Contre-la-montre individuel Messieurs Juniors : - Contre-la-montre individuel Messieurs Espoirs : - Vendredi 23 août - Course en ligne Dames Minimes et Cadettes : - Course en ligne Messieurs Cadets : - Samedi 24 août - Course en ligne Dames Juniors : - Course en ligne Messieurs Juniors : - Dimanche 25 août - Course en ligne Messieurs Espoirs : |

## Podiums

### Hommes
| Épreuves                   | Or                                         | Argent                                     | Bronze                                |
| -------------------------- | ------------------------------------------ | ------------------------------------------ | ------------------------------------- |
| Course en ligne - élites   | Arthur Vichot (FDJ)                        | Sylvain Chavanel (Omega Pharma-Quick Step) | Tony Gallopin (RadioShack-Leopard)    |
| Contre-la-montre - élites  | Sylvain Chavanel (Omega Pharma-Quick Step) | Jérémy Roy (FDJ)                           | Johan Le Bon (FDJ)                    |
| Course en ligne - amateurs | Cédric Delaplace (Sojasun espoir-ACNC)     | Clément Saint-Martin (Océane U-Top 16)     | Yann Guyot (Armée de Terre)           |
| Course en ligne - espoirs  | Flavien Dassonville (Île-de-France)        | Jules Pijourlet (Rhône-Alpes)              | Guillaume Thévenot (Pays de la Loire) |
| Contre-la-montre - espoirs | Yoann Paillot (Poitou-Charentes)           | Bruno Armirail (Midi-Pyrénées)             | Alexis Gougeard (Normandie)           |
| Course en ligne - juniors  | Élie Gesbert (Bretagne)                    | Axel Journiaux (Bretagne)                  | Mathias Le Turnier (Aquitaine)        |
| Contre-la-montre - juniors | Élie Gesbert (Bretagne)                    | Jérémy Defaye (Côte d'Azur)                | Martin Rapin (Pays de la Loire)       |
| Course en ligne - cadets   | Simon Guglielmi (Rhône-Alpes)              | Alan Riou (Bretagne)                       | Jonathan Couanon (Provence)           |

### Femmes
| Épreuves                   | Or                                      | Argent                                  | Bronze                              |
| -------------------------- | --------------------------------------- | --------------------------------------- | ----------------------------------- |
| Course en ligne - élites   | Élise Delzenne (Bourgogne Pro Dialog)   | Amélie Rivat (Vienne Futuroscope)       | Aude Biannic (Bretagne)             |
| Contre-la-montre - élites  | Pauline Ferrand-Prévot (Rabobank Women) | Audrey Cordon (Vienne Futuroscope)      | Mélodie Lesueur (Île-de-France)     |
| Course en ligne - espoirs  | Aude Biannic (Bretagne)                 | Pauline Ferrand-Prévot (Rabobank Women) | Marion Sicot (Bourgogne Pro Dialog) |
| Contre-la-montre - espoirs | Pauline Ferrand-Prévot (Rabobank Women) | Lucie Pader (Bourgogne Pro Dialog)      | Aude Biannic (Bretagne)             |
| Course en ligne - juniors  | Laura Perry (Franche-Comté)             | Séverine Eraud (Pays de la Loire)       | Solène Vinsot (Bretagne)            |
| Contre-la-montre - juniors | Séverine Eraud (Pays de la Loire)       | Hélène Gérard (Bretagne)                | Manon Bourdiaux (Bourgogne)         |
| Course en ligne - cadettes | Clara Copponi (Provence)                | Chloé Fortin (Pays de la Loire)         | Maëlle Grossetête (Rhône-Alpes)     |

## Résultats détaillés

### Championnats masculins
| #  | Cycliste           | Équipe                       |    | Temps           |
| -- | ------------------ | ---------------------------- | -- | --------------- |
| 1  | Arthur Vichot      | FDJ                          | en | 6 h 04 min 38 s |
| 2  | Sylvain Chavanel   | Omega Pharma-Quick Step      | +  | 4 s             |
| 3  | Tony Gallopin      | RadioShack-Leopard           |    | 13 s            |
| 4  | Anthony Roux       | FDJ                          |    | 30 s            |
| 5  | Yoann Offredo      | FDJ                          |    | 41 s            |
| 6  | Matthieu Ladagnous | FDJ                          |    | 41 s            |
| 7  | Samuel Dumoulin    | AG2R La Mondiale             |    | 41 s            |
| 8  | Arnaud Gérard      | Bretagne-Séché Environnement |    | 41 s            |
| 9  | Anthony Geslin     | FDJ                          |    | 41 s            |
| 10 | Cyril Lemoine      | Sojasun                      |    | 41 s            |

| #  | Cycliste               | Équipe                       |    | Temps       |
| -- | ---------------------- | ---------------------------- | -- | ----------- |
| 1  | Sylvain Chavanel       | Omega Pharma-Quick Step      | en | 56 min 48 s |
| 2  | Jérémy Roy             | FDJ                          | +  | 2 min 01 s  |
| 3  | Johan Le Bon           | FDJ                          |    | 2 min 20 s  |
| 4  | Jérôme Coppel          | Cofidis                      |    | 2 min 31 s  |
| 5  | Sandy Casar            | FDJ                          |    | 2 min 34 s  |
| 6  | Jean-Christophe Péraud | AG2R La Mondiale             |    | 2 min 40 s  |
| 7  | Alexandre Geniez       | FDJ                          |    | 2 min 53 s  |
| 8  | Arnaud Gérard          | Bretagne-Séché Environnement |    | 3 min 14 s  |
| 9  | Maxime Bouet           | AG2R La Mondiale             |    | 3 min 18 s  |
| 10 | Sébastien Turgot       | Europcar                     |    | 3 min 27 s  |

#### Course en ligne - amateurs
| #  | Cycliste             | Équipe               |    | Temps           |
| -- | -------------------- | -------------------- | -- | --------------- |
| 1  | Cédric Delaplace     | Sojasun espoir-ACNC  | en | 4 h 07 min 47 s |
| 2  | Clément Saint-Martin | Océane U-Top 16      | +  | 5 s             |
| 3  | Yann Guyot           | Armée de Terre       |    | 25 s            |
| 4  | Nicolas David        | BIC 2000             |    | 24 s            |
| 5  | Pierre Drancourt     | ESEG Douai           |    | 24 s            |
| 6  | Romain Guillemois    | Vendée U             |    | 24 s            |
| 7  | Olivier Le Gac       | BIC 2000             |    | 1 min 21 s      |
| 8  | Benoît Daeninck      | CC Nogent-sur-Oise   |    | 1 min 21 s      |
| 9  | Benoît Sinner        | Armée de Terre       |    | 1 min 23 s      |
| 10 | Jonathan Thiré       | UC Nantes Atlantique |    | 1 min 26 s      |

| #   | Cycliste                 | Équipe              |    | Temps           |
| --- | ------------------------ | ------------------- | -- | --------------- |
| 1.  | Flavien Dassonville      | Ile de France       | en | 4 h 23 min 21 s |
| 2.  | Jules Pijourlet          | Rhône Alpes         | +  | 2 min 12 s      |
| 3.  | Guillaume Thévenot       | Pays de la Loire    |    | 2 min 12 s      |
| 4.  | Taruia Krainer           | Polynésie Française |    | 2 min 12 s      |
| 5.  | Anthony Haspot           | Pays de la Loire    |    | 2 min 14 s      |
| 6.  | Romain Cardis            | Pays de la Loire    |    | 2 min 14 s      |
| 7.  | Thomas Boudat            | Pays de la Loire    |    | 2 min 14 s      |
| 8.  | Pierre-Henri Lecuisinier | Pays de la Loire    |    | 2 min 14 s      |
| 9.  | Lorrenzo Manzin          | La Réunion          |    | 2 min 14 s      |
| 10. | Loïc Bouchereau          | Midi-Pyrénées       |    | 2 min 14 s      |

| #   | Cycliste                 | Équipe           |    | Temps       |
| --- | ------------------------ | ---------------- | -- | ----------- |
| 1.  | Yoann Paillot            | Poitou-Charentes | en | 35 min 26 s |
| 2.  | Bruno Armirail           | Midi-Pyrénées    | +  | 3 s         |
| 3.  | Alexis Gougeard          | Normandie        |    | 36 s        |
| 4.  | Julien Morice            | Pays de la Loire |    | 1 min 07 s  |
| 5.  | Alexis Guérin            | Aquitaine        |    | 1 min 23 s  |
| 6.  | Vincent Colas            | Pays de la Loire |    | 1 min 32 s  |
| 7.  | Pierre-Henri Lecuisinier | Pays de la Loire |    | 1 min 33 s  |
| 8.  | Jimmy Turgis             | Picardie         |    | 1 min 34 s  |
| 9.  | Grégoire Tarride         | Provence         |    | 1 min 39 s  |
| 10. | Anthony Perez            | Provence         |    | 2 min 04 s  |

| #   | Cycliste           | Équipe           |    | Temps           |
| --- | ------------------ | ---------------- | -- | --------------- |
| 1.  | Élie Gesbert       | Bretagne         | en | 3 h 35 min 44 s |
| 2.  | Axel Journiaux     | Bretagne         | +  | 29 s            |
| 3.  | Mathias Le Turnier | Aquitaine        |    | 30 s            |
| 4.  | Jérémy Defaye      | Côte d'Azur      |    | 59 s            |
| 5.  | Antoine Leplingard | Pays de la Loire |    | 1 min 02 s      |
| 6.  | Baptiste Bouchet   | Provence         |    | 2 min 04 s      |
| 7.  | Rémy Rochas        | Rhône-Alpes      |    | 2 min 04 s      |
| 8.  | Victor Langellotti | Côte d'Azur      |    | 2 min 08 s      |
| 9.  | Julien Roux        | Rhône-Alpes      |    | 2 min 42 s      |
| 10. | Hugo Bouguet       | Normandie        |    | 2 min 49 s      |

| #   | Cycliste           | Équipe            |    | Temps       |
| --- | ------------------ | ----------------- | -- | ----------- |
| 1.  | Élie Gesbert       | Bretagne          | en | 29 min 24 s |
| 2.  | Jérémy Defaye      | Côte d'Azur       | +  | 20 s        |
| 3.  | Martin Rapin       | Pays de la Loire  |    | 40 s        |
| 4.  | Étienne Fabre      | Midi-Pyrénées     |    | 53 s        |
| 5.  | Rémi Cavagna       | Auvergne          |    | 54 s        |
| 6.  | Sébastien Havot    | Champagne-Ardenne |    | 56 s        |
| 7.  | Mathias Le Turnier | Aquitaine         |    | 59 s        |
| 8.  | Julian Lino        | Bretagne          |    | 1 min 04 s  |
| 9.  | Franck Bonnamour   | Bretagne          |    | 1 min 13 s  |
| 10. | Adrien Garel       | Picardie          |    | 1 min 16 s  |

| \| # \| Cycliste \| Équipe \| \| Temps \| \| --- \| -------------------- \| ----------------- \| -- \| --------------- \| \| 1. \| Simon Guglielmi \| Rhône-Alpes \| en \| 1 h 57 min 36 s \| \| 2. \| Alan Riou \| Bretagne \| + \| m.t \| \| 3. \| Jonathan Couanon \| Provence \| \| m.t \| \| 4. \| Guillaume Millasseau \| Champagne-Ardenne \| \| m.t \| \| 5. \| Valentin Ferron \| Poitou-Charentes \| \| m.t \| \| 6. \| Axel Audebrand \| Pays de la Loire \| \| m.t \| \| 7. \| Maxime Le Tiec \| Région Centre \| \| m.t \| \| 8. \| Louis Louvet \| Bourgogne \| \| m.t \| \| 9. \| Tristan Sélivert \| Aquitaine \| \| m.t \| \| 10. \| Thomas Gaultier \| Région Centre \| \| m.t \| |                      |                   |    |                 |
| # | Cycliste             | Équipe            |    | Temps           |
| 1. | Simon Guglielmi      | Rhône-Alpes       | en | 1 h 57 min 36 s |
| 2. | Alan Riou            | Bretagne          | +  | m.t             |
| 3. | Jonathan Couanon     | Provence          |    | m.t             |
| 4. | Guillaume Millasseau | Champagne-Ardenne |    | m.t             |
| 5. | Valentin Ferron      | Poitou-Charentes  |    | m.t             |
| 6. | Axel Audebrand       | Pays de la Loire  |    | m.t             |
| 7. | Maxime Le Tiec       | Région Centre     |    | m.t             |
| 8. | Louis Louvet         | Bourgogne         |    | m.t             |
| 9. | Tristan Sélivert     | Aquitaine         |    | m.t             |
| 10. | Thomas Gaultier      | Région Centre     |    | m.t             |

### Championnats féminins
| #   | Cycliste                 | Équipe                 |    | Temps           |
| --- | ------------------------ | ---------------------- | -- | --------------- |
| 1.  | Élise Delzenne           | Bourgogne-Pro Dialog   | en | 3 h 09 min 25 s |
| 2.  | Amélie Rivat             | Vienne Futuroscope     | +  | 2 s             |
| 3.  | Aude Biannic             | Bretagne               |    | 2 s             |
| 4.  | Christel Ferrier-Bruneau | Faren Let's Go Finland |    | 2 s             |
| 5.  | Audrey Cordon            | Vienne Futuroscope     |    | 2 s             |
| 6.  | Pauline Ferrand-Prévot   | Rabo Women             |    | 2 s             |
| 7.  | Mélanie Bravard          | Poitou-Charentes       |    | 13 s            |
| 8.  | Marion Sicot             | Bourgogne-Pro Dialog   |    | 16 s            |
| 9.  | Edwige Pitel             | S.C. Michela Fanini    |    | 32 s            |
| 10. | Fanny Riberot            | Lointek                |    | 2 min 27 s      |

| #   | Cycliste                | Équipe                |    | Temps       |
| --- | ----------------------- | --------------------- | -- | ----------- |
| 1.  | Pauline Ferrand-Prévot* | Rabobank Women        | en | 38 min 31 s |
| 2.  | Audrey Cordon           | Vienne Futuroscope    | +  | 20 s        |
| 3.  | Mélodie Lesueur         | Île-de-France         |    | 1 min 02 s  |
| 4.  | Élise Delzenne          | Bourgogne Pro Dialog  |    | 1 min 08 s  |
| 5.  | Lucie Pader*            | Bourgogne Pro Dialog  |    | 1 min 11 s  |
| 6.  | Edwige Pitel            | SC Michela Fanini-Rox |    | 1 min 12 s  |
| 7.  | Aude Biannic*           | Bretagne              |    | 1 min 25 s  |
| 8.  | Coralie Demay*          | Bretagne              |    | 1 min 44 s  |
| 9.  | Jeannie Longo           | Rhône-Alpes           |    | 2 min 15 s  |
| 10. | Alexia Muffat*          | Lointek               |    | 2 min 22 s  |

| #   | Cycliste           | Équipe           |    | Temps           |
| --- | ------------------ | ---------------- | -- | --------------- |
| 1.  | Laura Perry        | Franche-Comté    | en | 2 h 12 min 06 s |
| 2.  | Séverine Eraud     | Pays de la Loire | +  | m.t             |
| 3.  | Solène Vinsot      | Bretagne         |    | m.t             |
| 4.  | Marine Lemarié     | Normandie        |    | m.t             |
| 5.  | Pascaline Duschene | Région Centre    |    | m.t             |
| 6.  | Julie Boucher      | Région Centre    |    | m.t             |
| 7.  | Anne Étienne       | Bretagne         |    | m.t             |
| 8.  | Émeline Azam       | Midi-Pyrénées    |    | m.t             |
| 9.  | Fanny Zambon       | Rhône-Alpes      |    | m.t             |
| 10. | Annabelle Dreville | Picardie         |    | m.t             |

| #   | Cycliste             | Équipe              |    | Temps       |
| --- | -------------------- | ------------------- | -- | ----------- |
| 1.  | Séverine Eraud       | Pays de la Loire    | en | 21 min 37 s |
| 2.  | Hélène Gérard        | Bretagne            | +  | 22 s        |
| 3.  | Manon Bourdiaux      | Bourgogne           |    | 43 s        |
| 4.  | Fanny Zambon         | Rhône Alpes         |    | 1 min 06 s  |
| 5.  | Laura Perry          | Franche-Comté       |    | 1 min 10 s  |
| 6.  | Axelle Dubau-Prévot  | Champagne-Ardenne   |    | 1 min 20 s  |
| 7.  | Soline Lamboley      | Franche-Comté       |    | 1 min 26 s  |
| 8.  | Marie Sonnery-Cottet | Languedoc Rousillon |    | 1 min 27 s  |
| 9.  | Greta Richioud       | Rhône Alpes         |    | 1 min 28 s  |
| 10. | Margot Dutour        | Aquitaine           |    | 1 min 40 s  |

| \| # \| Cycliste \| Équipe \| \| Temps \| \| --- \| ----------------- \| ---------------- \| -- \| --------------- \| \| 1. \| Clara Copponi \| Provence \| en \| 1 h 49 min 55 s \| \| 2. \| Chloé Fortin \| Pays de la Loire \| + \| 2 s \| \| 3. \| Maëlle Grossetête \| Rhône Alpes \| \| 2 s \| \| 4. \| Évita Muzic \| Franche-Comté \| \| 2 s \| \| 5. \| Juliette Labous \| Franche-Comté \| \| 2 s \| \| 6. \| Pauline Clouard \| Normandie \| \| 5 s \| \| 7. \| Marie Dufour \| Centre \| \| 3 min 29 s \| \| 8. \| Amélie Le Guével \| Bretagne \| \| 3 min 29 s \| \| 9. \| Jade Marion \| Bourgogne \| \| 3 min 29 s \| \| 10. \| Pauline Valognes \| Normandie \| \| 3 min 29 s \| |                   |                  |    |                 |
| # | Cycliste          | Équipe           |    | Temps           |
| 1. | Clara Copponi     | Provence         | en | 1 h 49 min 55 s |
| 2. | Chloé Fortin      | Pays de la Loire | +  | 2 s             |
| 3. | Maëlle Grossetête | Rhône Alpes      |    | 2 s             |
| 4. | Évita Muzic       | Franche-Comté    |    | 2 s             |
| 5. | Juliette Labous   | Franche-Comté    |    | 2 s             |
| 6. | Pauline Clouard   | Normandie        |    | 5 s             |
| 7. | Marie Dufour      | Centre           |    | 3 min 29 s      |
| 8. | Amélie Le Guével  | Bretagne         |    | 3 min 29 s      |
| 9. | Jade Marion       | Bourgogne        |    | 3 min 29 s      |
| 10. | Pauline Valognes  | Normandie        |    | 3 min 29 s      |